# Mary Hirschfeld

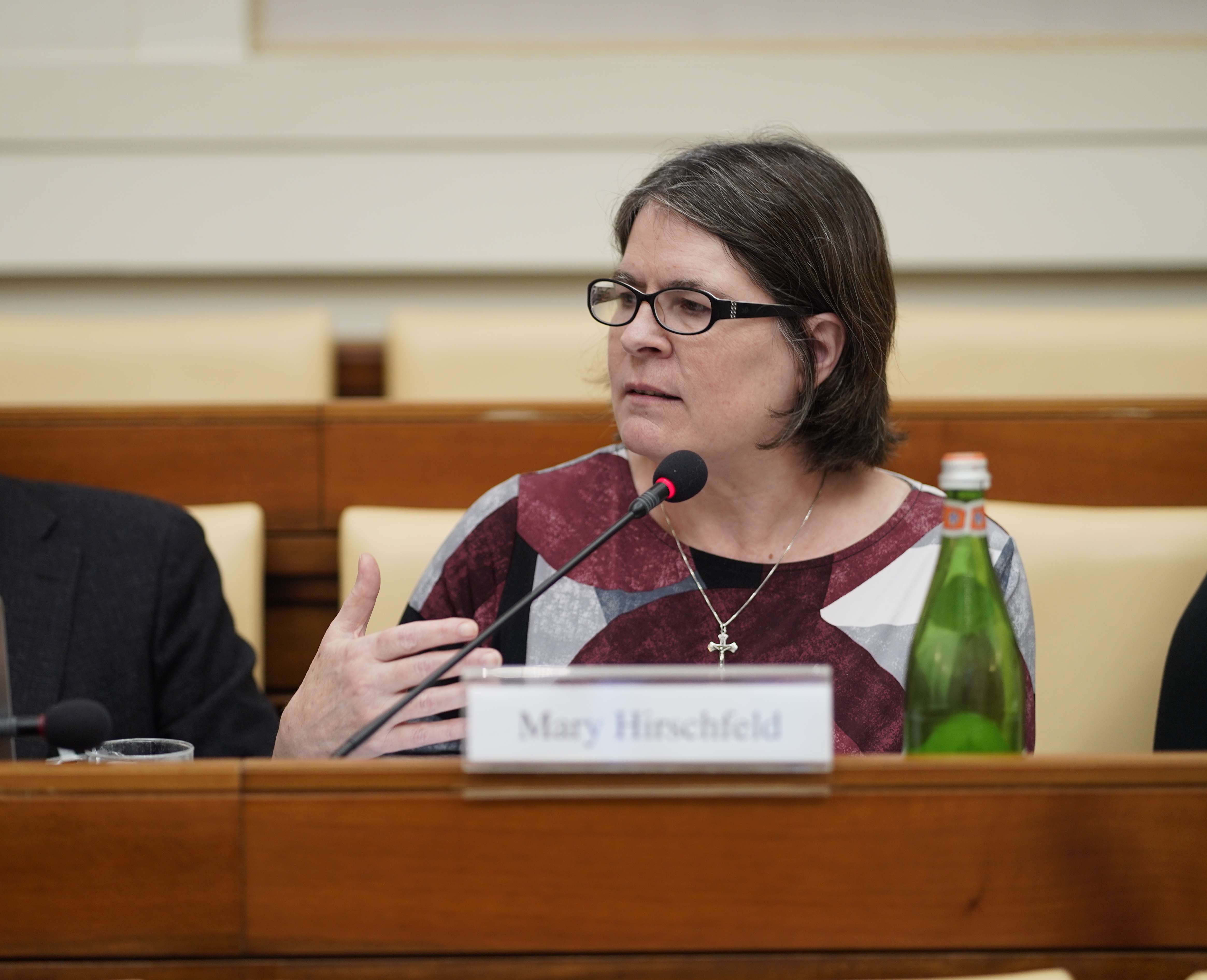
Mary Hirschfeld, 2019

Mary L. Hirschfeld (* im 20. Jahrhundert) ist eine US-amerikanische Wirtschaftswissenschaftlerin und römisch-katholische Theologin.

## Leben
Mary Hirschfeld studierte zunächst Wirtschaftswissenschaften an der Washington State University (B.A. cum Laude). An der Harvard University erfolgte ein Masterstudium und ein PhD-Studium mit dem Fokus auf Makroökonomie und Wirtschaftsgeschichte. Von 1988 bis 2003 war sie Professorin am ehemals presbyterianischen Occidental College in Los Angeles und Dekanin. Nach der Konversion zum römisch-katholischen Glauben absolvierte sie ein Masterstudium in  Moraltheologie an der University of Notre Dame in Indiana. 2013 wurde sie mit einer Auseinandersetzung des Thomismus für ein wirtschaftliches Denken mit Schwerpunkt auf Konsum an der University of Notre Dame promoviert (PhD).
Seit 2011 lehrt sie Wirtschaftswissenschaften und römisch-katholische Theologie an der Villanova University in Villanova in der Nähe von Philadelphia, Pennsylvania.
Sie lehrt zudem an der Dominican School of Philosophy and Theology in Berkeley, Kalifornien. Sie ist beratend tätig für die Päpstliche Stiftung Fondazione Centesimus Annus pro Pontifice und den Päpstlichen Rat für Gerechtigkeit und Frieden.
Die Forschungsinteressen von Hirschfeld liegen auf dem Gebiet der Ökonomie, speziell der feministischen Ökonomie und heterodoxen Ansätzen der Wirtschaftstheorie. Weiterer Schwerpunkt sind die Sozialethik und Soziallehre.
Sie ist Autorin mehrerer wissenschaftlicher Arbeiten über Wirtschaftswissenschaften im The Review of Economics and Statistics, Journal of Economic Education, History of Political Economy sowie über Moraltheologie im Journal of the Society of Christian Ethics.

## Ehrungen und Auszeichnungen
- 2005–2010 – Presidential Fellowship, University of Notre Dame
- 2010–2011 – Charlotte W. Newcombe Dissertation Fellowship
- 2010–2011 – Graduate Fellow, Notre Dame Institute for Advanced Studies
- 2019 – Internationaler Preis „Wirtschaft und Gesellschaft“ der Päpstlichen Stiftung Centesimus Annus Pro Pontifice (CAPP) für ihr Werk „Aquinas and the Market. Toward a Humane Economy“[2]

## Schriften
- Three Essays on the Behavior of British Interest Rates, 1870–1913. (Dissertation 1989)
- Virtuous Consumption in a Dynamic Economy: a Thomistic Engagement with Neoclassical Economics. (Dissertation 2013)
- zusammen mit Paul Oslington: Recent Developments in Economics and Religion, Edward Elgar Publishing Ltd 2018, ISBN 978-1-78347-006-8
- Aquinas and the Market. Toward a humane economy., Harvard University Press 2018, ISBN 978-0-674-98640-4